# Chkhorotsqu (huyện)

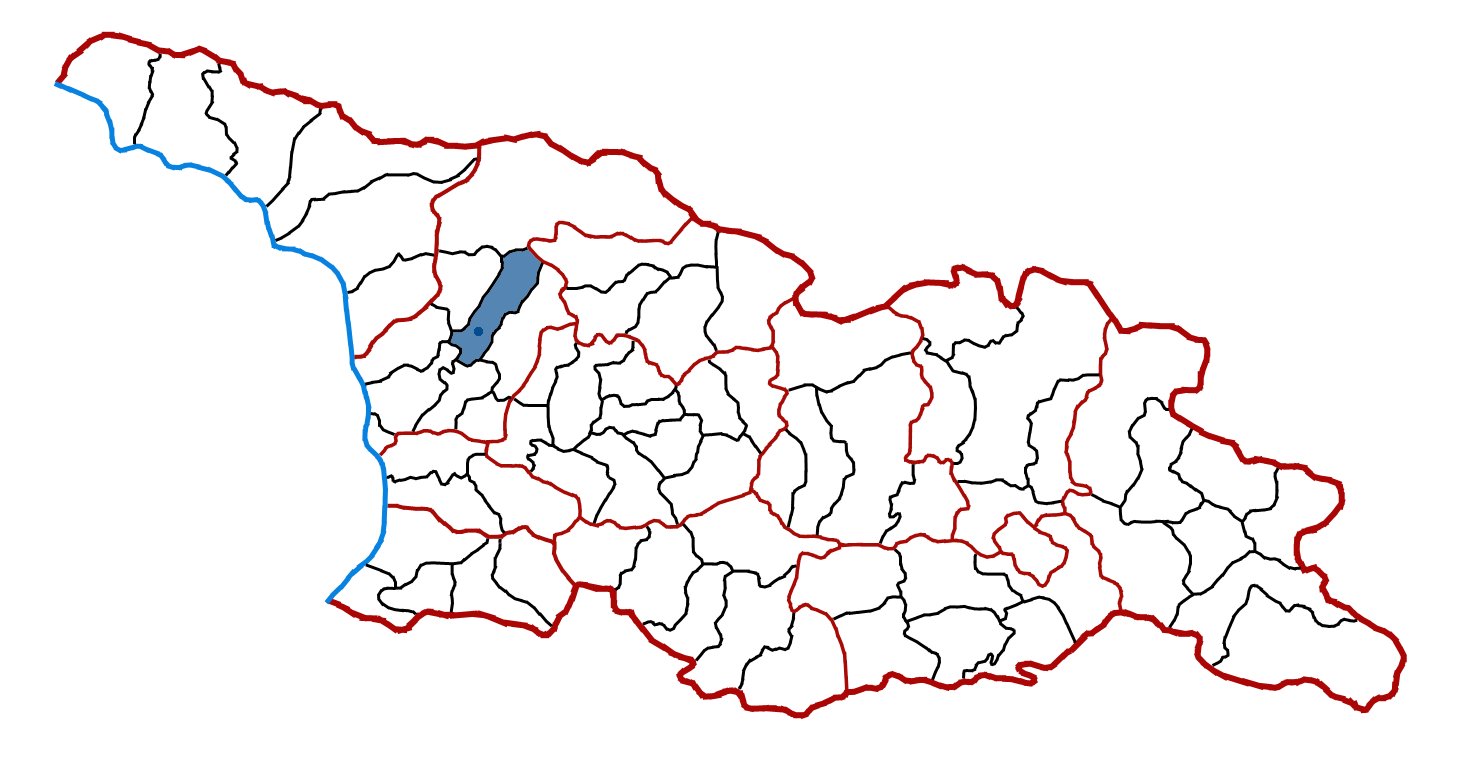
Quận Chkhorotsqu

Chkhorotsqu là một huyện thuộc vùng Samegrelo-Zemo Svaneti, nước Gruzia. Thị trấn chính của huyện là Chkhorotsqu.
Dân số: 22,309 (kết quả điều tra số dân năm 2014)
Diện tích: 619 km²

## Xemthêm
- Danh sách huyện của Gruzia